# Pot zbura
„Pot Zbura” este un cântec dance al interpretei de origine română Celia. Piesa este primul extras pe single al albumului Celia, fiind lansat în prima parte a anului 2007. Inițial, se dorea ca înregistrarea „Vraja ta” să fie lansată ca primul extras pe single al materialului. Cu toate acestea, înregistrarea care a beneficiat de un videoclip și de o campanie de promovare a fost „Pot zbura”, o colaborare cu Alberto. Piesa a fost compusă de Costi Ioniță, în timp ce versurile au fost realizate de textierul Constantin Neguțu. Cântecul beneficiază și de o versiune în limba engleză, ambele fiind incluse pe materialul de debut al Celiei. „Pot zbura” nu a obținut un număr semnificativ de difuzări din partea posturilor de radio sau a celor de televiziune, nereușind să intre în ierarhia oficială din România.

## Versiuni existente
- „Pot zbura” (versiunea de pe album — lb. română)
- „Pot zbura” (versiunea de pe album — lb. engleză)
- „Pot zbura” (instrumental)